# Брестє
Брестє (словен. Brestje) — поселення на схід від с. Койско в общині Брда, Регіон Горишка, Словенія. Висота над рівнем моря: 260,6 м.